# Bobby Bukowski
Pour les articles homonymes, voir Bukowski (homonymie).
Bobby Bukowski, né à New York en 1953, est un directeur de la photographie américain.

## Biographie
Robert « Bobby » Bukowski étudie la biochimie à l'université d'État de New York à Stony Brook avant de se découvrir une vocation artistique et de voyager en Europe et en Asie. Il est assistant photographe à Paris avant d'utiliser pour la première fois une caméra à l'occasion du tournage d'un documentaire sur un pèlerinage bouddhiste mené par le dalaï-lama le long du Gange. À son retour aux États-Unis, il suit l'enseignement en cinéma de la Tisch School of the Arts de New York. Depuis le milieu des années 1980, il a été le directeur de la photographie de plus de 50 films, travaillant surtout dans le milieu du cinéma indépendant. Il donne par ailleurs des cours à la Tisch School of Arts Asia de Singapour.

## Filmographie

### Cinéma
- 1985 : The Illegal Immigrant de Mabel Cheung
- 1987 : Anna
- 1987 : Kiss Daddy Goodnight (en)
- 1990 : Un homme respectable
- 1991 : Dogfight
- 1993 : Ethan Frome
- 1994 : Golden Gate
- 1995 : Search and Destroy : En plein cauchemar
- 1995 : Les Liens du sang
- 1997 : Suicide Club
- 1999 : The Minus Man
- 1999 : Arlington Road
- 2000 : Crime and Punishment in Suburbia
- 2001 : Sex Trouble (en)
- 2004 : Saved!
- 2005 : The Dying Gaul
- 2005 : Boogeyman
- 2006 : La Prison de verre 2
- 2006 : The Tripper
- 2006 : Dressé pour vivre (The Hawk Is Dying) de Julian Goldberger (en)
- 2007 : The Stone Angel
- 2008 : Phoebe in Wonderland de Daniel Barnz
- 2009 : The Messenger
- 2011 : Rampart
- 2012 : The Iceman
- 2013 : Very Good Girls
- 2014 : Daddy Cool
- 2014 : Rosewater
- 2014 : 99 Homes
- 2014 : Time Out of Mind
- 2014 : Two Night Stand
- 2017 : The Dinner de Oren Moverman
- 2018 : JT LeRoy de Justin Kelly
- 2020 : Sa dernière volonté (The Last Thing He Wanted) de Dee Rees
- 2020 : Irresistible de Jon Stewart
- 2022 : Emmett Till de Chinonye Chukwu

### Télévision
- 1996 : If These Walls Could Talk (téléfilm, segment 1974)
- 2005 : Weeds (série TV, 5 épisodes)
- 2005 : The Hunt for the BTK Killer (téléfilm)